# De Luxe
De Luxe – ósmy album zespołu De Mono, wydany w 2001 roku.

## Lista utworów
1. Niewinna
2. Bez przebaczenia
3. Tamtego lata
4. Nie może być
5. Jedno ma imię
6. Za słowa
7. Poznaj siebie (Big Brother)
8. Po stronie deszczu
9. Nie ma ulic
10. Żyj tylko chwilą
11. Pamiętać

## Twórcy
- Muzyka: Marek Kościkiewicz, Andrzej Krzywy, Wojtek Wójcicki
- Teksty: Marek Kościkiewicz, Iwona Kubiaczyk
- Wykonawcy: 
  - Andrzej Krzywy - wokal
  - Marek Kościkiewicz - gitara
  - Robert Chojnacki - saksofon
  - Piotr Kubiaczyk - gitara basowa
  - Dariusz Krupicz - perkusja
  - Tomasz Lipert - gitary
  - Wojtek Wójcicki - instrumenty klawiszowe
- gościnnie:
  - Michał Grymuza - gitary
  - Kasia Pysiak i Agnieszka Piotrowska - wokale
  - Krystyna Grygorcewicz - wokale